# Лангроле-сюр-Ранс
Лангроле́-сюр-Ранс (фр. Langrolay-sur-Rance, брет. Langorlae) — коммуна во Франции, находится в регионе Бретань. Департамент — Кот-д’Армор. Входит в состав кантона Плелен-Тригаву. Округ коммуны — Динан.
Код INSEE коммуны — 22103.

## География
Коммуна расположена приблизительно в 330 км к западу от Парижа, в 55 км северо-западнее Ренна, в 60 км к востоку от Сен-Бриё.
Коммуна расположена на левом берегу эстуария реки Ранс.

## Население
Население коммуны на 2016 год составляло 923 человека.
| 1962 | 1968 | 1975 | 1982 | 1990 | 1999 | 2008 | 2016 |
| ---- | ---- | ---- | ---- | ---- | ---- | ---- | ---- |
| 444  | 464  | 428  | 466  | 584  | 679  | 838  | 923  |

## Экономика
В 2007 году среди 508 человек в трудоспособном возрасте (15—64 лет) 381 были экономически активными, 127 — неактивными (показатель активности — 75,0 %, в 1999 году было 65,8 %). Из 381 активных работали 341 человек (173 мужчины и 168 женщин), безработных было 40 (20 мужчин и 20 женщин). Среди 127 неактивных 41 человек были учениками или студентами, 50 — пенсионерами, 36 были неактивными по другим причинам.

## Достопримечательности
- Замок Бошен (XVIII век). Исторический памятник с 2000 года[3]
- Церковь Св. Лаврентия (1709 год)

## Фотогалерея

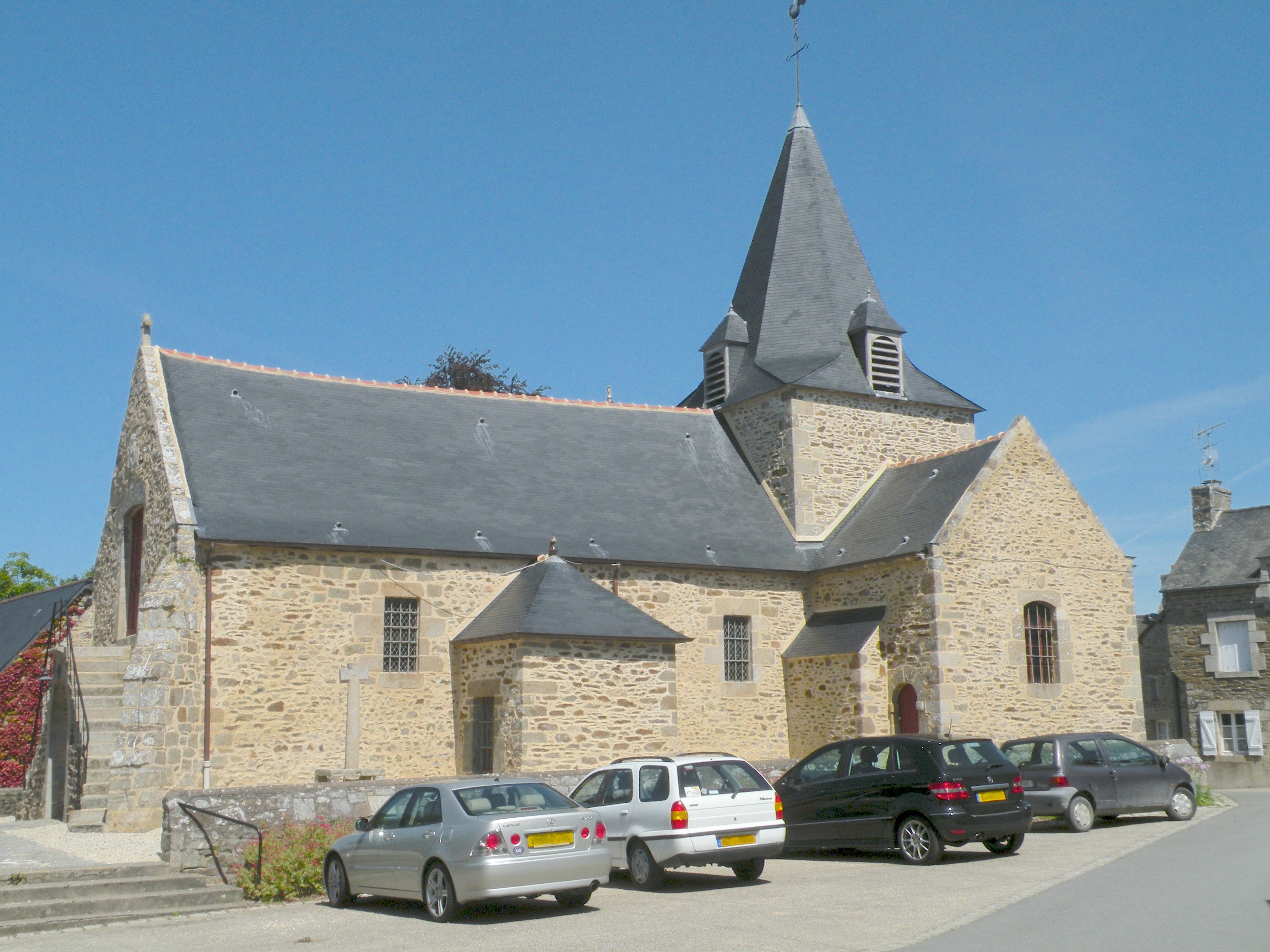
Церковь Св. Лаврентия
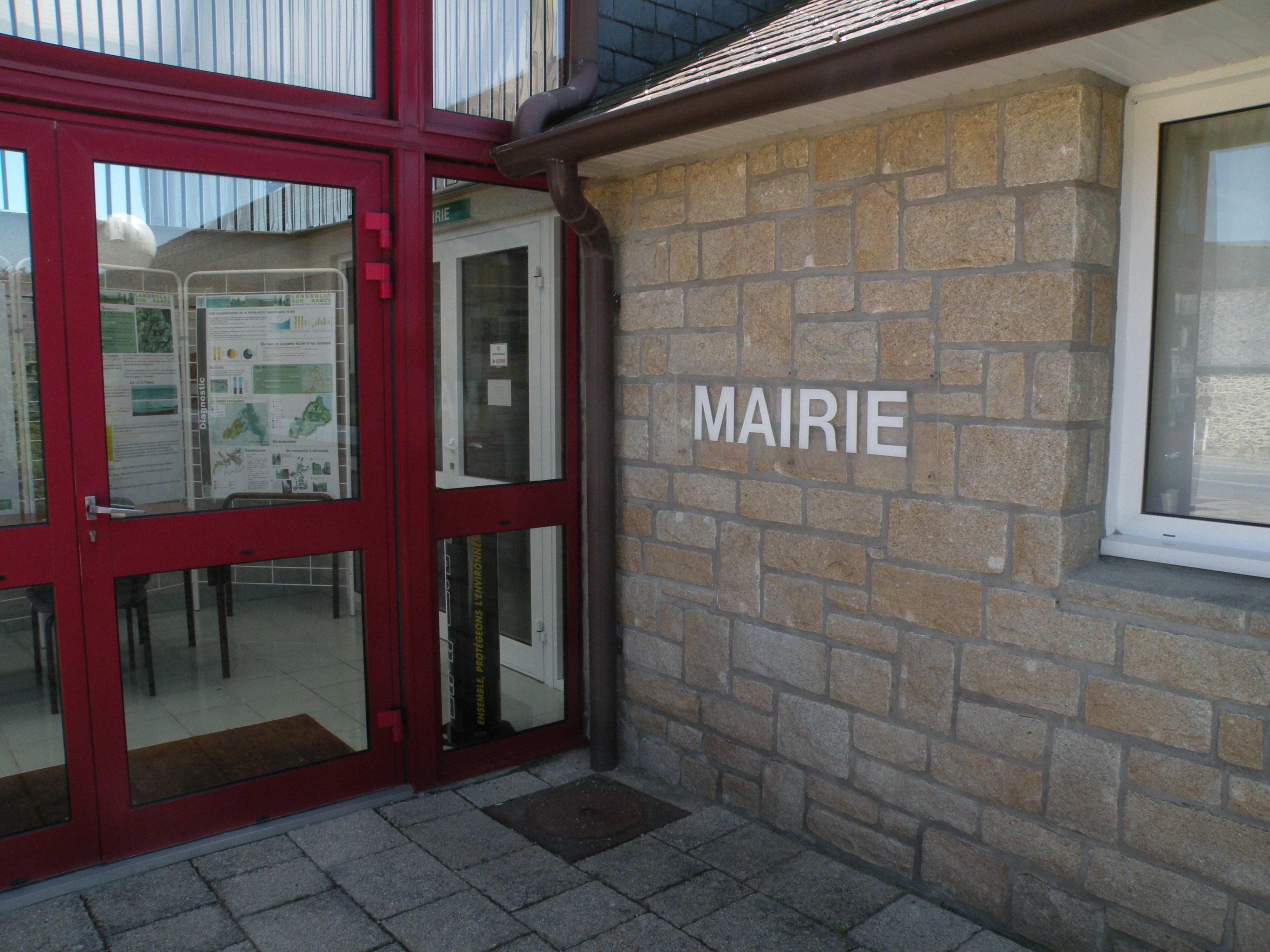
Мэрия
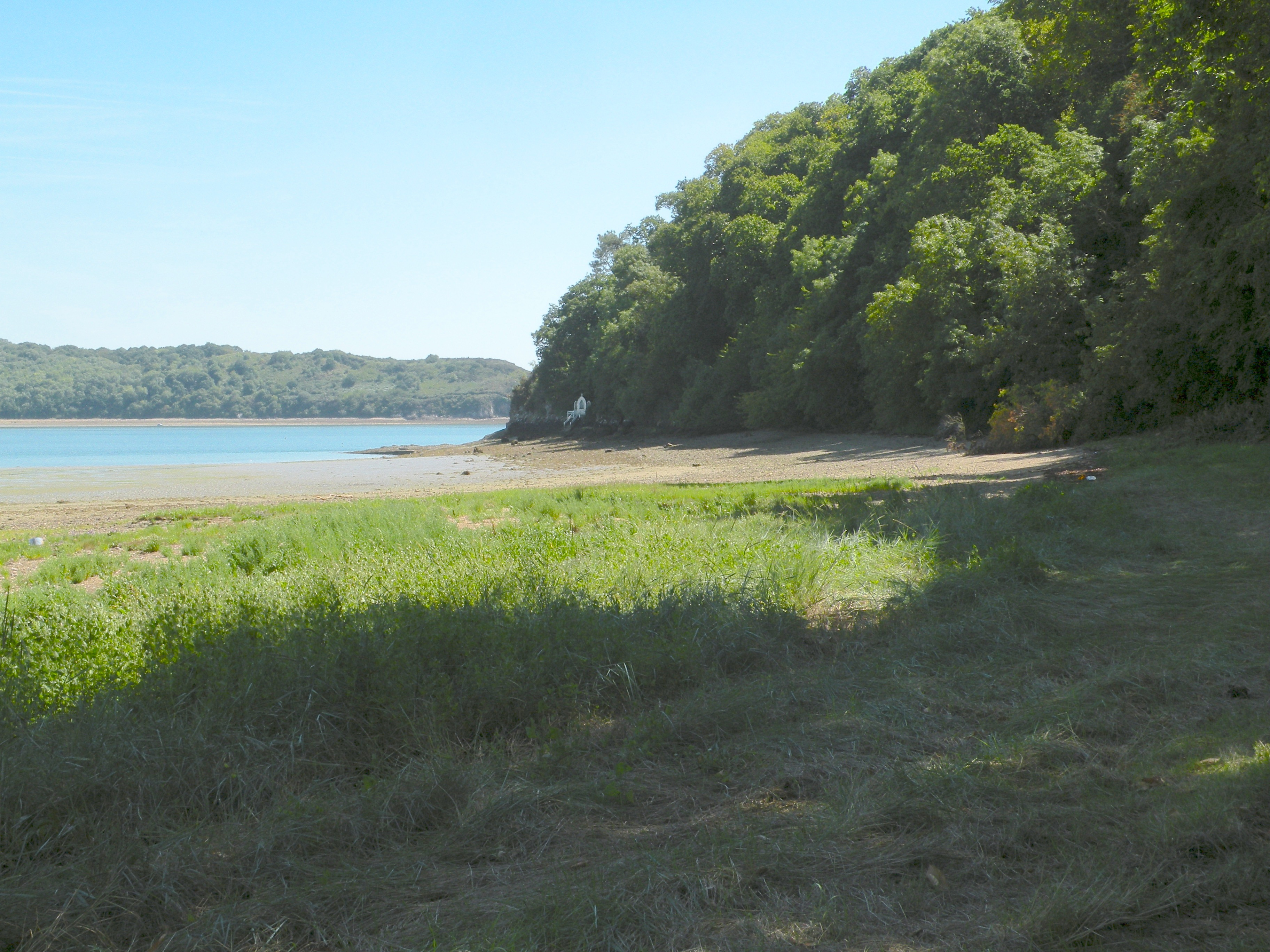
Песчаный берег Морле
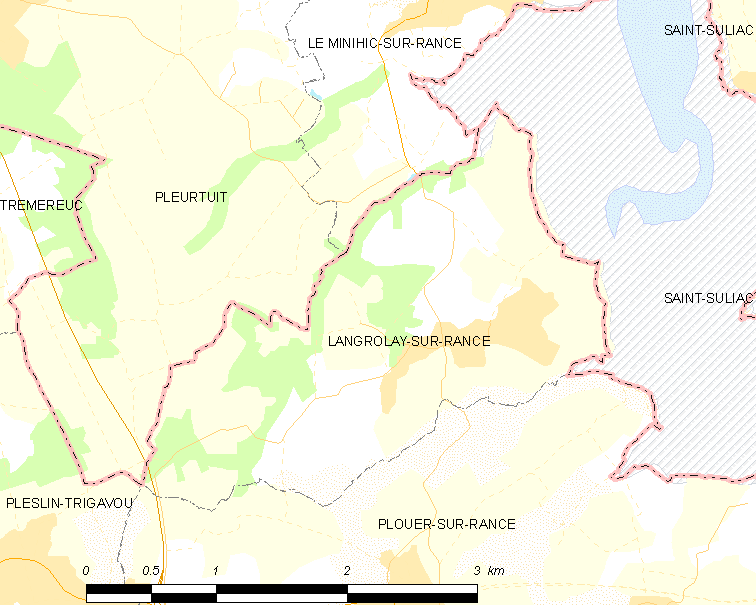
Карта коммуны